# Brachynomada nimia
Brachynomada nimia är en biart som först beskrevs av Roy R. Snelling och Rozen 1987.  Brachynomada nimia ingår i släktet Brachynomada och familjen långtungebin. Inga underarter finns listade.